# Csallóköznyék
Csallóköznyék (szlovákul Nekyje na Ostrove)  Nyékvárkony településrésze, 1940-ig önálló község Szlovákiában a Nagyszombati kerületben a Dunaszerdahelyi járásban. 2001-ben Nyékvárkony 2537 lakosából 2351 magyar és 180 szlovák volt.

## Fekvése
Dunaszerdahelytől 6 km-re délre fekszik.

## Története
Nyéket 1165-ben említik először, eredetileg a Nyék törzs szállásterülete volt. Neve is erre utal, az ugor nyék (= kerítés, sövény) védelmi feladatok ellátására utal. Később majd a pozsonyi vár birtoka. III. István királytól a nyékiek nemességet kaptak. 1245-ben IV. Béla király Nech fia Nekunak és testvérének Chueg fia Péternek adományozza. Az oklevél a birtokot Neeku néven említi.  Később több nemesi család birtoka. 1667-ben a Méhes és Balogh családok, 1719-ben a Dobóczky, a Leszkovszky és a Balogh, 1787-ben az Amade családok a település főbb birtokosai.
1736-ban Dobóczky Ádám építtetett kápolnát a községben. A hozzá tartozó Péterfapuszta 1787-ben Zichy Károly birtoka. Tőle 1808-ban Nyéki Németh János királyi helytartótanácsos vásárolta meg, aki  Martinovics-féle politikai perben közvádlóként működött. Itt élt visszavonultan, amíg valószínűleg magyar jakobinusok bosszújának esett áldozatul.
Fényes Elek szerint "Nyék, magyar falu, Poson vmegyében, Bőshöz 1 órányira, lapályos vidéken. Lakja 540 kath., 26 zsidó. Szénája nagy bőséggel, kivált ha az esztendő szárazabb, azonban idegen marha nem kedvesen eszi. Szarvasmarhát, lovat, szépet nevel, szántóföldjei perjések. Birtokosai több nemesek. Ut. p. Somorja.
" 
1910-ben Csallóköznyéknek 643, túlnyomórészt magyar lakosa volt. A trianoni békeszerződésig Pozsony vármegye Dunaszerdahelyi járásához tartozott.

## Nevezetességei
Szentháromság tiszteletére szentelt római katolikus temploma 1740-ben épült barokk stílusban.